# Peter Eggers
Peter Alex Tomas Eggers (født 14. januar 1980 i Lund) er en svensk skuespiller. Han medvirker bl.a. i filmen Ondskab.

## Udvalgt filmografi
- Snoken (tv-serie, 1997)
- Skærgårdsdoktoren (tv-serie, 2000)
- Ondskab (2003)
- Little Devils (kortfilm, 2004)
- Anno 1790 (tv-serie, 2011)
- Orangeriet (kortfilm, 2012)
- Hamilton 2 - Men ikke hvis det gælder din datter (2012)
- Borgen (tv-serie, 2013)
- Maria Wern (tv-serie, 2013)
- Medicinen (2014)
- Familien Löwander (tv-serie, 2017)
- Beck (tv-serie, 2018)
- Operation Ragnarök (2018)
- Honour (tv-serie, 2019)
- Fartblind (tv-serie, 2019-2022)
- De forbandede år (2020)
- De forbandede år 2 (2022)
- Young Royals (tv-serie, 2022)